# Ярослав Домбровський (фільм)
«Ярослав Домбровський» — історико-біографічний художній двосерійний фільм спільного радянсько-польського виробництва, знятий у 1975 році за сценарієм Юрія Нагибіна режисером Богданом Порембою. Прем'єра фільму в СРСР відбулася 17 лютого 1976 року.

## Сюжет
Біографічний фільм оповідає про життя національного героя Польщі, генерала Ярослава Домбровського, польського і французького революціонера. За активну участь у повстанні 1863 року Домбровський був засуджений до смертної кари, яка була замінена п'ятнадцятьма роками каторги. Втікши з в'язниці, Домбровський поїхав до Франції, де очолив збройні сили Паризької Комуни у 1871 році. Загинув на барикадах.

## У ролях
- Зигмунт Малянович —  Ярослав Домбровський
- Малгожата Потоцька —  Пелагія, дружина Домбровського
- Олександр Калягін —  полковник Тухолко
- Віктор Авдюшко —  Владислав Озеров
- Володимир Івашов —  Андрій Потебня
- Хенрік Бонк —  ксьондз
- Стефан Шмідт —  Валерій Врублевський
- Анна Мілевська —  Ігнасія Піотровська
- Тереса Шмігелювна —  Валерія Піотровський
- Франсуа Местр —  Луї Адольф
- Юхим Копелян —   князь Бебутов
- Лариса Лужина —  Єлизавета Дмитрівна
- Михайло Козаков —  Андрій Васильєв
- Олександр Пороховщиков —  Мозаєв
- Микола Сморчков —  унтер
- Юзеф Новак —  генерал Броніслав Воловський
- Йоанна Єндрика —  Наталія Хжонстковська
- Мацей Енглерт —  Ігнаци Хмеленьський
- Станіслав Нівиньський —  Броніслав Шварце
- Сергій Малишевський —  офіцер (також читає закадровий переклад)
- Тадеуш Боровський —  Теофіл Домбровський
- Валентина Ананьїна — епізод

## Знімальна група
- Режисер-постановник: Богдан Поремба
- Автор сценарію:  Юрій Нагибін
- Оператори-постановники:  Олександр Шеленков,  Іоланда Чен
- Художники-постановники:  Семен Ушаков, Єжи Скшепіньські
- Композитор: Войцех Кіляр
- Монтаж: Томіра Матіашкевич